# Даваев, Гаря Даваевич
Гаря́ Дава́евич Дава́ев (калм. Даван Һәрә, 1913 г., хотон Ганганур, Икицохуровский улус (ныне Яшкульский район, Калмыкия), Астраханская губерния, Российская империя — 1943 г., Калмыцкая АССР, РСФСР) — калмыцкий поэт, переводчик.

## Биография
Гаря Даваев родился в 1913 году в бедной калмыцкой семье. Не окончив среднее образование, Гаря Даваев поступил на работу наборщиком в типографию в Элисте. В это же время работал корреспондентом в газете «Улан баһчуд».
В 1934 году был принят в члены Союза писателей СССР.
В 1937 году Гаря Даваев был арестован и репрессирован как враг народа.

## Творчество
В 1930 году Гаря Даваев в газете «Улан баһчуд» опубликовал своё первое стихотворение «С Красной Армией». В 1932 году он выпустил первый сборник своих стихотворений.
Гаря Даваев занимался поэтическими переводами сочинений Александра Пушкина, С. Маршака. В 1937 году Гаря Даваев завершил поэтический перевод на калмыцкий язык поэмы А. С. Пушкина «Евгений Онегин». Часть этого перевода была опубликована в 1937 году в калмыцком литературном альманахе «Рост». Полная рукопись перевода «Евгения Онегина» не сохранилась из-за ареста Гари Даваева в 1937 году.

### Сочинения
- За социализм. Стихи, 1932 г.
- Алтма. Поэма,1935 г.

## Источник
- Джимгиров М. Э., Писатели советской Калмыкии, Калмыцкое книжное издание, Элиста, 1966, стр. 68—70